# Branko
Branko je moško osebno ime.

## Izvor imena
Ime Branko je s končnico -ko skrajšana oblika slovanskih dvočlenskih imen, kot sta npr.: Branimir, Branislav.

## Različice imena
- različice imena: Brane, Branimir, Branislav, Bronislav
- pomensko sorodna imena: Aleksander, Aleksij

## Pogostost imena
Po podatkih Statističnega urada Republike Slovenije je bilo na dan 31. decembra 2007 v Sloveniji število moških oseb z imenom Branko: 11.392. Med vsemi moškimi imeni pa je ime Branko po pogostosti uporabe uvrščeno na 15. mesto.

## Osebni praznik
Glede na omenjeno poimensko ujemanje imena Branko z imenom Aleksander je ime Branko v koledarju uvrščeno k imenu Aleksander; god torej praznuje 3. maja, 11. avgusta in 11. oktobra.